# Tercera esmena de la Constitució dels Estats Units
La Tercera esmena (en anglès Third Amendment) de la Constitució dels Estats Units fou aprovada el 15 de desembre del 1791 com una de les deu esmenes que constitueixen la Declaració de Drets. Prohibeix l'aquarterament de soldats en cases particulars sense el consentiment del seu propietari, prohibint-lo tant en temps de pau com en temps de guerra. L'esmena fou una resposta a les lleis d'aquarterament aprovades pel Parlament britànic durant la Guerra de la Independència dels Estats Units, que havia permès a l'Armada Britànica l'allotjament de soldats en cases particulars.
L'esmena és una de les menys controvertides de la Constitució i rarament és litigada. Fins a l'actualitat, mai ha estat l'objecte primari d'una decisió del Tribunal Suprem.

## Text
El text de la tercera esmena a la Constitució dels Estats Units diu així:
| « | (català) Cap soldat no serà aquarterat, en temps de pau, en cap domicili sense el consentiment del seu propietari; ni en temps de guerra, excepte en una manera a ser prescrita per la llei. | (anglès) No Soldier shall, in time of peace be quartered in any house, without the consent of the Owner, nor in time of war, but in a manner to be prescribed by law. | » |